# Departamento de Monguel
Monguel es un departamento de la región de Gorgol, en Mauritania. En marzo de 2013 presentaba una población censada de 43 224 habitantes. Está formado por las siguientes comunas, que se muestran asimismo con población de marzo de 2013:
- Azgueilem Tiyab 12,949
- Bakhel 10,314
- Bathet Moit 6,352
- Melzem Teichet 7,599
- Monguel 6,010[1]